# 岔刺猪笼草
岔刺猪笼草原产西马来西亚，属高地猪笼草。其种加词来源于拉丁文，“ramis”意为“分岔的”，“spina”意为“刺”。
其常与血红猪笼草（N. sanguinea）和麦克法兰猪笼草（N. macfarlanei）同域分布。其与瘦小猪笼草（N. gracillma）极为相似，曾被认为是同一个物种。此外，岔刺猪笼草的莲座状阶段较易与麦克法兰猪笼草相互混淆。
| 瘦小猪笼草与岔刺猪笼草之间形态特征的区别（Clarke, 2001） |                      |                                                |
| 形态特征                                                 | 瘦小猪笼草           | 岔刺猪笼草                                     |
| 笼蔓尾                                                   | 通常不分叉           | 通常分叉                                       |
| 笼盖的蜜腺                                               | 量少，大型           | 量多，小型                                     |
| 上位笼的颜色‍                                             | 黑色，具淡绿色的斑点 | 深绿色，外表面具大量细小的黑色斑点，内表面发灰 |
| 叶片形状                                                 | 窄，披针形           | 宽，倒卵形或椭圆形                             |
| 捕虫笼的形状                                             | 下半部通常为卵形     | 下半部膨大，但不为卵形                         |

## 自然杂交种
- N. macfarlanei × N. ramispina[8]
- N. ramispina × N. sanguinea[8]

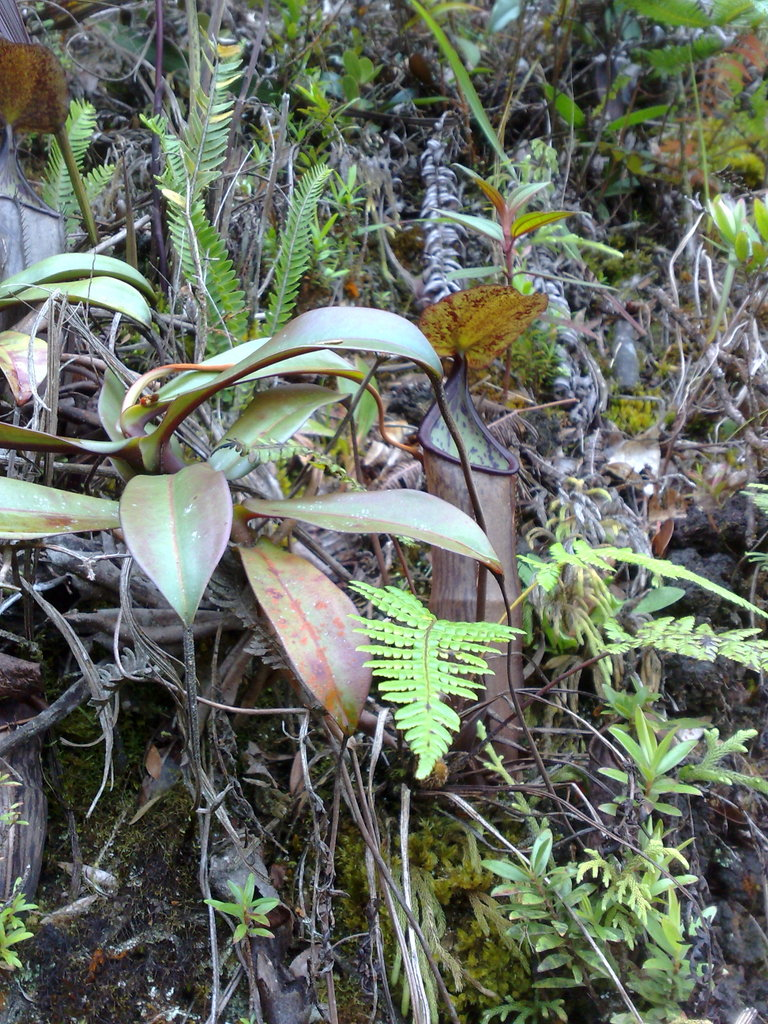
麦克法兰猪笼草与岔刺猪笼草的自然杂交种

## 扩展阅读
- 食虫植物照片搜寻引擎中岔刺猪笼草的照片 （页面存档备份，存于）

 维基共享资源上的相關多媒體資源：岔刺猪笼草
 維基物種上的相關：岔刺猪笼草